# بیل کاکس (بازیکن فوتبال)
بیل کاکس (انگلیسی: Bill Cox؛ 1880 – 6 نوامبر ۱۹۱۵ (۳۴−۳۵ سال)) بازیکن فوتبال اهل پادشاهی متحد بریتانیای کبیر و ایرلند بود.
از باشگاه‌هایی که در آن بازی کرده‌است می‌توان به باشگاه فوتبال برافورد پارک آونیو، باشگاه فوتبال پرستون نورث اند، باشگاه فوتبال اولدهام اتلتیک، باشگاه فوتبال بری، باشگاه فوتبال هارت آف میدلوتیان، باشگاه فوتبال پلیموث آرگیل، باشگاه فوتبال داندی، و باشگاه فوتبال لستر سیتی اشاره کرد.